# Ирба (Кежемский район)
Ирба — село в Кежемском районе Красноярского края России. Административный центр Ирбинского сельсовета.

## География
Село находится в восточной части края, на правом берегу реки Муры, на расстоянии приблизительно 55 километров (по прямой) к юго-юго-западу (SSW) от города Кодинска, административного центра района.
Климат
Климат характеризуется как резко континентальный, с морозной продолжительной зимой и коротким жарким летом. Средняя температура самого тёплого месяца (июля) составляет 18,4 °С (абсолютный максимум — 37 °С). Средняя температура самого холодного месяца (января) — −26,9 °С (абсолютный минимум — −60 °С). Годовое количество осадков — 283 мм.
Часовой пояс
Село Ирба находится в часовой зоне МСК+4. Смещение применяемого времени относительно UTC составляет +7:00.

## История
По данным 1926 года в Ирбе имелось 55 хозяйств и проживало 293 человека (140 мужчин и 153 женщины). В национальном составе населения того периода преобладали русские. В административном отношении являлась центром Ирбинского сельсовета Богучанского района Канского округа Сибирского края.

## Население
| 1989 | 2002 | 2010 |
| ---- | ---- | ---- |
| 510  | ↘337 | ↘280 |

Гендерный состав
По данным Всероссийской переписи населения 2010 года в гендерной структуре населения мужчины составляли 55,7 %, женщины — соответственно 44,3 %.
Национальный состав
Согласно результатам переписи 2002 года, в национальной структуре населения русские составляли 89 % из 337 чел.

## Улицы
Уличная сеть села состоит из десяти улиц и трёх переулков.